# Gian dos Santos Martins
Gian dos Santos Martins, meglio noto come Gian (Porto Alegre, 1º aprile 1993), è un calciatore brasiliano, centrocampista dello Jeñis.

## Carriera
Ha giocato nella massima serie dei campionati portoghese e kazako.